# 訃報 2006年6月
訃報 2006年6月（ふほう 2006ねん6がつ）では、2006年6月中に物故した、又は物故が報じられた人物についてまとめる。

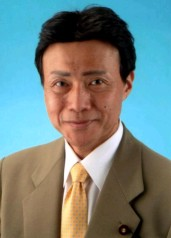
西田猛／6月8日没

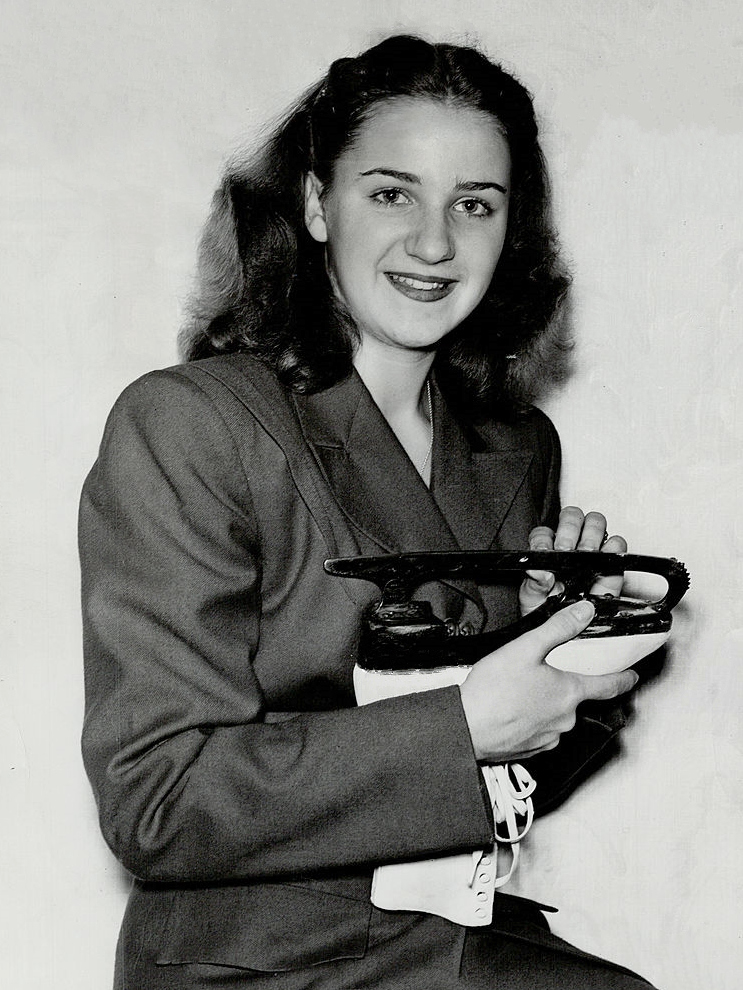
スザンヌ・モロー／6月11日没

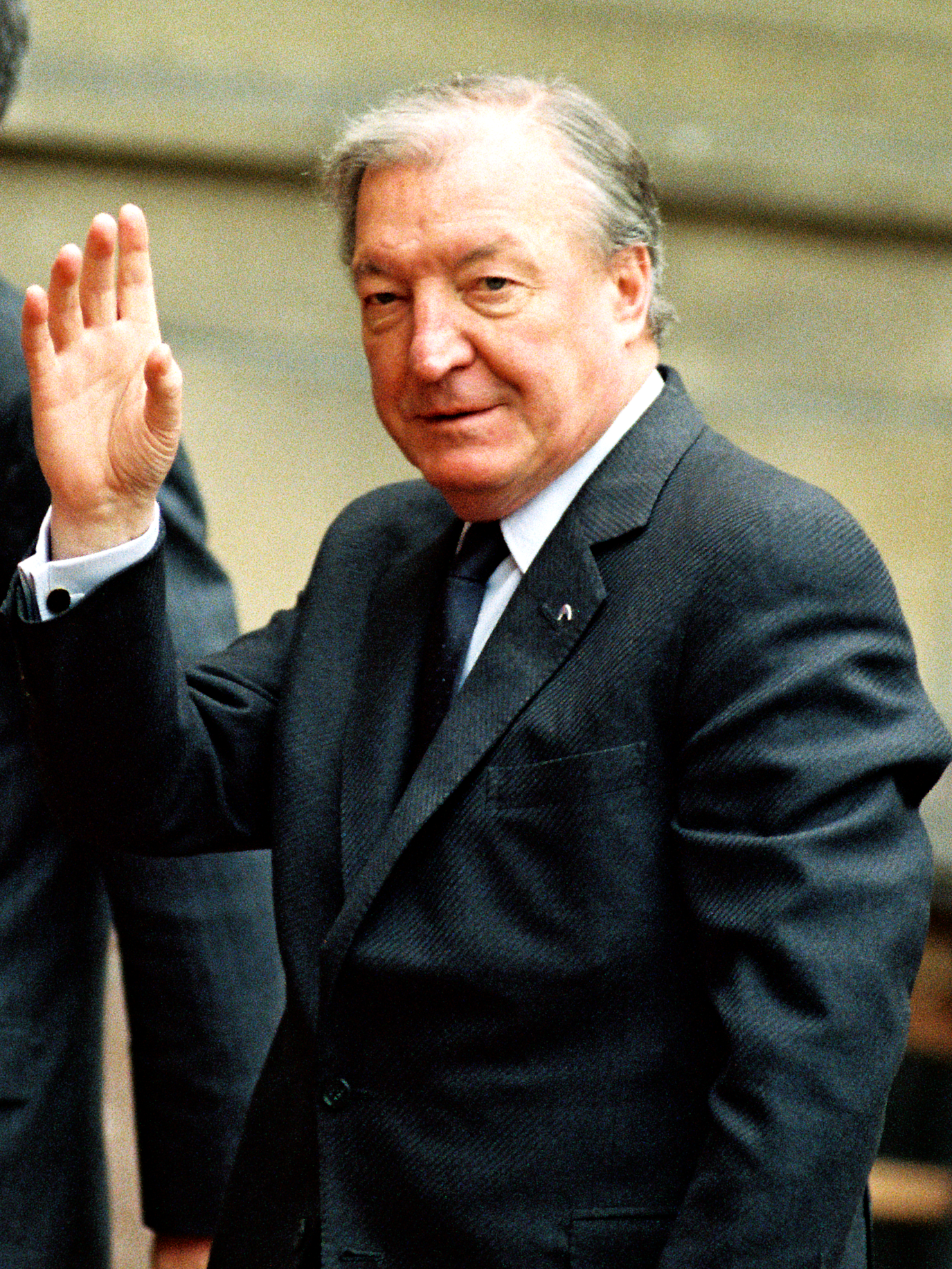
チャールズ・ホーヒー／6月13日没

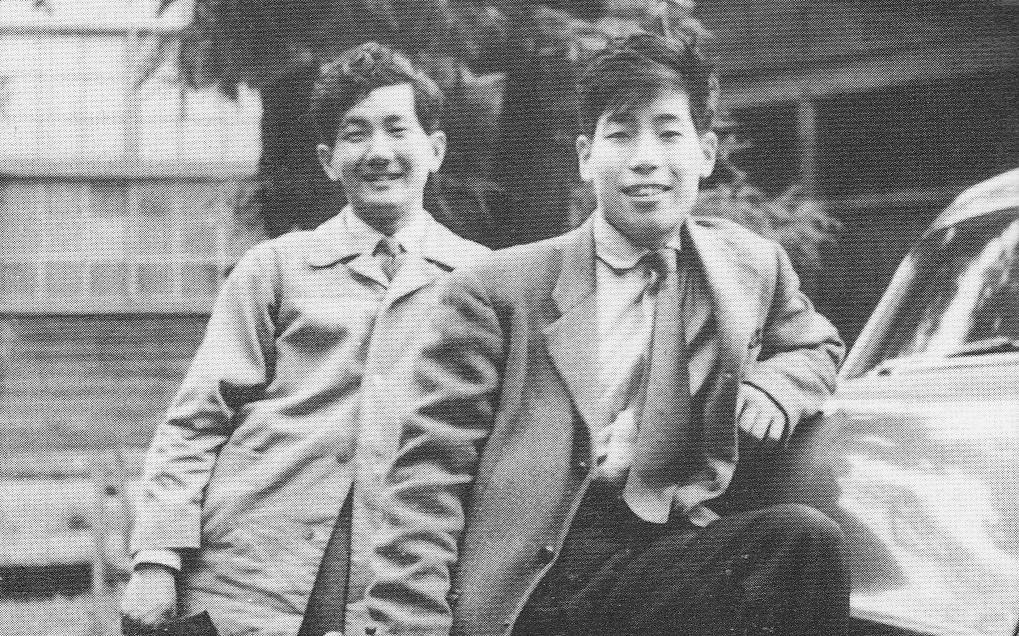
岩城宏之（左）／6月13日没

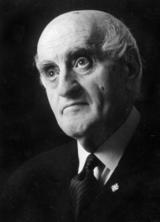
フレデリック・マイヤー／6月26日没

## （1日 - 15日）
- 6月1日 - 彌永昌吉、数学者、東京大学名誉教授（* 1906年）
- 6月1日 - ロシオ・フラード（Rocío Jurado）、スペインの歌手・女優（* 1944年）
- 6月2日 - 藤田西洋、洋画家（* 1941年）
- 6月2日 - レオン・ポーノール（Leon Pownall）、カナダの俳優（* 1943年）
- 6月3日 - 倪文亜（倪文亞）、元中華民国立法院長（* 1902年）
- 6月3日 - 清岡卓行、作家・詩人、元法政大学教授、芥川賞受賞者（* 1922年）[1]
- 6月4日 - 武井美男、明大中野高校相撲部監督、貴乃花・3代目若乃花の恩師（* 1951年?）[1]
- 6月5日 - 山崎旭萃、筑前琵琶奏者、人間国宝（* 1906年）
- 6月6日 - 大東両、紙切り師（* 1929年）
- 6月5日 - 松前仰、政治家、工学者、元日本社会党・社会民主党衆議院議員、北海道東海大学前学長（* 1935年）
- 6月6日 - アーノルド・ニューマン（Arnold Newman）、アメリカ合衆国の写真家（* 1918年）
- 6月6日 - ビリー・プレストン、アメリカ合衆国のソウルミュージシャン（* 1946年）[1]
- 6月6日 - ヒルトン・ルイズ（Hilton Ruiz）、アメリカ合衆国のジャズピアニスト（* 1952年）[1]
- 6月7日 - 代田銀太郎、作詞家（* 1914年）
- 6月8日 - ロバート・ドナー（Robert Donner）、アメリカ合衆国の俳優（* 1931年）[1]
- 6月8日 - 柿沢慎一、ボクサー、元ボクシング東洋ライト級王者（* 1947年）[1]
- 6月8日 - 西田猛、政治家、自由民主党衆議院議員（* 1955年）
- 6月9日 - ドラフィ・ドイッチャー（Drafi Deutscher）、ドイツの歌手・作曲家（* 1946年）
- 6月10日 - ヴルフ・ディーター・ハインツ、ドイツ・アメリカ合衆国の天文学者（* 1930年）[2]
- 6月10日 - 朝岡勲、元大相撲幕内（* 1941年）[1]
- 6月11日 - スザンヌ・モロー、カナダのフィギュアスケート選手（* 1930年）
- 6月11日 - ネロリ・フェアホール、ニュージーランドのアーチェリー選手（* 1944年）
- 6月12日 - リゲティ・ジェルジュ、ハンガリーの作曲家（* 1923年）
- 6月12日 - 青木智仁、ジャズベーシスト（* 1957年）[1]
- 6月13日 - 小川岩雄、核物理学者、立教大学名誉教授（* 1921年）
- 6月13日 - チャールズ・ホーヒー、アイルランドの政治家、元アイルランド首相（* 1925年）
- 6月13日 - 岩城宏之、指揮者（* 1932年）[1]
- 6月15日 - レーモン・ドゥヴォス、ベルギーのコメディアン、道化師（* 1922年）
- 6月15日 - 佐藤功太郎、指揮者（* 1944年）
- 6月15日 - 皆川圭一郎、政治家、元千葉県鎌ケ谷市長（* 1952年）[3]

## （16日 - 30日）
- 6月17日 - 佐藤功、法学者（* 1915年）
- 6月17日 - 宮部昭夫、俳優・声優（* 1931年）[1]
- 6月17日 - 宿澤広朗、ラグビー選手、ラグビー日本代表元監督（* 1950年）[1]
- 6月19日 - 宗左近、詩人（* 1919年）
- 6月19日 - 宮本四郎、プロ野球選手（投手）・スカウト（* 1952年）[1]
- 6月21日 - 近藤芳美、歌人（* 1913年）[1]
- 6月21日 - 斎藤怘、詩人（* 1924年）
- 6月23日 - 北天佑勝彦、元大相撲大関（* 1960年）
- 6月24日 - 川合伸旺、俳優・声優（* 1932年）[1]
- 6月26日 - フレデリック・マイヤー、ドイツの教育学者・哲学者（* 1921年）
- 6月26日 - 井手三千男、広島原爆の写真家（* 1941年）
- 6月29日 - ロイド・リチャーズ、アメリカ合衆国の演出家・俳優（* 1919年）
- 6月29日 - 大西忠生、サッカー選手・指導者(*1943年)
- 6月29日 - 松本きょうじ、俳優・演出家・劇作家（* 1954年）
- 6月30日 - ジョイス・ハット、イギリスのピアニスト（* 1928年）
- 6月30日 - 山内弘、政治家、元日本社会党衆議院議員（* 1929年）[4]
- 6月30日 - ローベルト・ゲルンハルト、ドイツの作家・詩人・画家（* 1937年）